# Der Tod des Heiligen
Der Tod des Heiligen ist eine Legende bzw. ein Märchen aus Arabien.

## Handlung
Abū Ishāk as-Su ‘lūkī erzählte einmal, dass er, als er auf Wallfahrt nach Mekka war und durch die Wüste irrte, einem sterbenden Jüngling begegnete, der inmitten wohlriechender Pflanzen lag. Der Jüngling berichtete, dass er aus der Stadt Schimschāt stammte, wo er mächtig und angesehen war, ihm eines Tages aber Sehnsucht nach der Ferne und dem Alleinsein überfiel, sodass er loszog und nun in der Wüste gelandet war. Im Angesicht des Todes hatte er dann zu Gott gebetet, damit er ihm einen Heiligen sende und er schloss seinen Bericht mit der Hoffnung, dass Abū Ishāk as-Su ‘lūkī dieser sei.
Abū Ishāk as-Su ‘lūkī fragte ihn daraufhin, ob er denn einen Wunsch hätte, worauf der Jüngling antwortete, dass er zuvor niemals Sehnsucht nach seiner Mutter sowie seinen Brüdern und Schwestern gehabt hatte, diese ihn an diesem Tag aber überfallen hatte und er sich nun nach deren Duft sehnt. Weiterhin erzählte er, dass er bereits beschlossen hatte sie aufzusuchen, doch kamen daraufhin die wilden Tiere und das Gewürm zu ihm, die mit ihm weinten und ihm die wohlriechenden Pflanzen brachten. Die Rede vernommen habend, erfasste Mitleid Abū Ishāk as-Su ‘lūkīs Herz, da aber kam eine gewaltige Schlange, die Narzissen herbeibrachte und den Mitleidigen anfuhr, er solle den Heiligen Gottes doch in Ruhe lassen. Abū Ishāk as-Su ‘lūkī fiel daraufhin in Ohnmacht und als er wieder aufwachte, war der Jüngling tot.
Nach seiner Wallfahrt gelangte Abū Ishāk as-Su ‘lūkī dann nach Schimschāt, wo ihn eine Frau auf den Jüngling ansprach, der er von dessen letzten Worten und dem Erlebten berichtete. Da fing sie an zu schreien „Wehe! Wehe! Bei Gott, er hat unseren Duft wirklich verspürt!“ und fiel tot um, woraufhin gottesfürchtige Mädchen herbeikamen und für ein ehrenhaftes Begräbnis sorgten.

## Hintergrund
Die Geschichte stammt aus Ibschīhīs Werk Al-Mustatraf (Edition: Kairo ca. 1890, I, 132) und bekam im Deutschen, in Max Weisweilers Die Märchen der Weltliteratur – Arabische Märchen (Zweiter Band, Düsseldorf / Köln 1966) den Titel Der Tod des Heiligen. Eine weitere Variante findet sich in Jāfi‘īs Muchtasar Raud ar-rajāhīn fī manākib as-sālihīn in Tha‘labī: Al-‘Arā’is (Edition: Kairo ca. 1897, 180–182), wobei in dieser Ibrāhīm al-Chauwās (gest. 904) die Geschichte erlebt haben soll. Weiterhin gab Weisweiler an, dass die Stadt Schimschāt am oberen Euphrat lag und schon während der Zeit Jākūts (gest. 1229) zerstört war. Auch merkte er an, dass die wohlriechenden „Kräuter“ von den Tieren gebracht werden, um den Leichnam des Heiligen herzurichten.